# Лангепас
Лангепа́с (хант. Лӑңкипос) — город в России, в Ханты-Мансийском автономном округе — Югре. Расположен в Западной Сибири, на правом берегу Каюковской протоки и протоки Лангепас в 12 километрах от реки Оби. Население — 42 701 чел. (2021).
Как административно-территориальная единица ХМАО имеет статус города окружного значения. В рамках местного самоуправления образует муниципальное образование город Лангепас со статусом городского округа как единственный населённый пункт в его составе.

## Этимология
Возник как посёлок в связи с освоением нефтяных месторождений. Название из хант. ланки «белка» и пасл «протока», то есть «беличья протока». С 1985 года город Лангепас.

## Физико-географическая характеристика

### Географическое положение
Лангепас расположен в центральной части Западно-Сибирской равнины между двумя крупными городами Ханты-Мансийского автономного округа — Югры: Нижневартовском и Сургутом, в среднем течении и на правом берегу реки Оби, в 430 километрах к востоку от Ханты-Мансийска, в 930 километрах к северо-востоку от Тюмени. По климатическим условиям район приравнен к Крайнему Северу.
Часовой пояс
Лангепас, как и весь округ, находится в часовой зоне МСК+2. Смещение применяемого времени относительно UTC составляет +5:00.
В соответствии с применяемым временем и географической долготой средний солнечный полдень в Лангепасе наступает в 11:59.

### Климат
Климат города резко континентальный. Зима холодная, лето умеренно тёплое. Абсолютный минимум температуры был зарегистрирован на отметке −59 °C.
- Среднегодовая температура воздуха — −0,9 °C
- Относительная влажность воздуха — 78 %
- Средняя скорость ветра — 3,5 м/с

| Показатель                                                           | Янв.  | Фев.  | Март  | Апр. | Май  | Июнь | Июль | Авг. | Сен. | Окт.  | Нояб. | Дек.  | Год   |
| -------------------------------------------------------------------- | ----- | ----- | ----- | ---- | ---- | ---- | ---- | ---- | ---- | ----- | ----- | ----- | ----- |
| Средний суточный максимум, °C                                        | −9,3  | −5,2  | 0,6   | 8,8  | 18,8 | 26,6 | 25,1 | 22,8 | 16,3 | 2,8   | −5,1  | −4,7  | 8,1   |
| Средняя температура, °C                                              | −21,2 | −15,2 | −6,5  | 1,9  | 8    | 17   | 17,3 | 14,7 | 8    | −3,1  | −15,4 | −16,7 | −0,9  |
| Средний суточный минимум, °C                                         | −35,5 | −29,4 | −17,2 | −5,9 | −1,3 | 8,2  | 9,7  | 7,6  | 0,9  | −10,3 | −27,9 | −30,1 | −10,9 |
| Норма осадков, мм                                                    | 20    | 17    | 27    | 41   | 51   | 61   | 51   | 73   | 52   | 45    | 34    | 26    | 498   |
| Источник: Погода в мире. Архив погоды в Лангепасе, Meteoblue(осадки) |       |       |       |      |      |      |      |      |      |       |       |       |       |

### Растительный и животный мир
Город окружают огромные болота и смешанная тайга, богатая флорой и фауной. Коренные народы Севера издавна используют их в своём промысле. Практически рядом с городом встречаются медвежьи берлоги. В лесах много пушного зверя: ондатра, лисица, бурундук, заяц, а также главный символ Лангепаса — белка. На болотах водятся утки, гадюки. Наряду с пушным развит и рыбный промысел. Наиболее распространены плотва, язи, окуни, караси, щуки, муксун. Также на некоторых водоёмах близ Локосово можно встретить белых лебедей.

## История
Основан в 1980 году в связи со строительством Локосовского ГПЗ и посёлка Лангепас для нефтяников и обслуживающего персонала.
В 1985 году, по решению Тюменского областного Совета народных депутатов, Лангепасу был присвоен статус города окружного подчинения. Градообразующим предприятием было НГДУ «Урьевнефть», которое приватизировали и продали. Это самобытный, комфортный для проживания город, население которого составляет более 43 тысяч человек. Согласно генеральному плану застройки Лангепаса, промышленная и жилая зоны города размещены с учётом перспективного роста и сохранения природно-экологических особенностей. Сегодня город состоит из 10 микрорайонов и Южного квартала.

## Население
| 1980    | 1989    | 1992    | 1996    | 1998    | 2000    | 2001    | 2002    | 2003    | 2005    | 2006    |
| ------- | ------- | ------- | ------- | ------- | ------- | ------- | ------- | ------- | ------- | ------- |
| 2100    | ↗25 618 | ↗30 200 | ↗35 800 | ↗37 800 | ↗40 200 | ↗42 800 | ↘37 182 | ↗37 200 | ↗39 800 | ↗40 800 |
| 2007    | 2008    | 2009    | 2010    | 2011    | 2012    | 2013    | 2014    | 2015    | 2016    | 2017    |
| ↗41 200 | ↗41 800 | ↗42 218 | ↘41 670 | ↗41 772 | ↗42 447 | ↗42 683 | ↗42 801 | ↗42 956 | ↗43 377 | ↗43 534 |
| 2018    | 2019    | 2020    | 2021    |         |         |         |         |         |         |         |
| ↗44 108 | ↗44 582 | ↗44 646 | ↘42 701 |         |         |         |         |         |         |         |

На 1 января 2025 года по численности населения город находился на 337-м месте из 1124 городов Российской Федерации.
Город входит в «Перечень районов проживания малочисленных народов Севера».

## Транспорт
Автобусная сеть Лангепаса состоит из четырёх внутригородских маршрутов:
- 1 «ДКС — Локосовский ГПЗ — Дары Сибири»;
- 2 «Ж/Д вокзал — Дары Сибири»
- 3 «Ж/Д вокзал — Больничный комплекс»;
- 4 «БПО УРС — Дары Сибири».

Перевозчиком является автотранспортное управление. Работают автобусы ЛиАЗ-5256, МАЗ-103, МАЗ-104, МАЗ-206, ПАЗ-3205, ПАЗ-3237.

## Медицина
Городская больница, городская стоматологическая поликлиника.

## Образование
На территории города функционирует 20 муниципальных образовательных учреждений: 10 дошкольных образовательных учреждений, 6 общеобразовательных учреждений, 5 учреждений дополнительного образования, профессиональный колледж.
В городе действуют:
- Детская школа искусств
- Центр дополнительного образования «Радуга»
- Центр культуры «Нефтяник»
- Центр по работе с детьми и молодёжью «Фортуна»
- Центр спортивной и военно-патриотической подготовки детей и молодежи
- Спортивная школа г. Лангепас
- Водно-спортивный комплекс «Дельфин»
- Спорткомплекс «Лангепас»
- Футбольный стадион
- Крытый хоккейный корт
- Крытый стадион по мини-футболу
- Крытый теннисный корт
- Спортивный комплекс «Свитязь»
- Физкультурно-оздоровительный комплекс (ФОК)
- Водно-спортивный комплекс «Нефтяник»

## Средства массовой информации

### Радиостанции
По состоянию на 15 мая 2025 года:
- 67,28 УКВ — (Молчит) Радио России / ГТРК Югория
- 69,14 УКВ — (Молчит) Радио Маяк
- 89,7 FM — (ПЛАН) Радио Шансон
- 100,0 МГц — Авторадио
- 100,4 МГц — Русское радио
- 101,0 МГц — Радио Югра
- 101,4 МГц — Радио России / ГТРК Югория
- 102,8 МГц — (ПЛАН) Радио Алынг
- 103,6 МГц — Европа Плюс
- 106,1 МГц — (ПЛАН) Маруся FM
- 106,8 МГц — Радио Шансон
- 107,2 МГц — DFM
- 107,6 МГц — Дорожное радио

### Телевидение
- 26 ТВК — Югра
- 41 ТВК — Второй мультиплекс цифрового телевидения России
- 44 ТВК — Первый мультиплекс цифрового телевидения России

### Пресса
Городская общественно-политическая газета «Звезда Лангепаса». Есть газеты при школах и центрах ДОД. До 1 января 2011 года выходила популярная в городе корпоративная газета ТПП «Лангепаснефтегаз» — «Нефтяник Лангепаса». С недавнего времени в городе запущен информационный портал «Лангепас Сегодня», оперативно рассказывающий о важных новостях.

### Интернет
- «Метросеть» — аналоговое и цифровое телевидение, высокоскоростной интернет;
- «Прайд» — аналоговое и цифровое телевидение, высокоскоростной интернет;
- «Ростелеком» — телевидение, интернет, домашняя и мобильная телефония;
- «Данцер» — оператор высокоскоростного интернета и кабельного телевидения (аналоговое, цифровое, IP).